# Bezmer (obwód Jamboł)
Bezmer (bułg. Безмер) – wieś w południowo-wschodniej Bułgarii, w obwodzie Jamboł, w gminie Tundża. Według danych Narodowego Instytutu Statystycznego, 31 grudnia 2011 roku wieś liczyła 1127 mieszkańców.

## Kultura i oświata
- dom kultury "Swetlina"
- przedszkole Atanasa Christowa